# Жарково (Польща)
Жарково (пол. Żarkowo) — село в Польщі, у гміні Дембниця-Кашубська Слупського повіту Поморського воєводства.
Населення — 50 осіб (2011).
У 1975-1998 роках село належало до Слупського воєводства.

## Демографія
Демографічна структура станом на 31 березня 2011 року:
|          | Загалом | Допрацездатний вік | Працездатний вік | Постпрацездатний вік |
| -------- | ------- | ------------------ | ---------------- | -------------------- |
| Чоловіки | 22      | 2                  | 19               | 1                    |
| Жінки    | 28      | 6                  | 18               | 4                    |
| Разом    | 50      | 8                  | 37               | 5                    |